# Reichstagswahl 1877
- SAP: 12
- DtVP: 4
- DFP: 35
- Unabh. Lib.: 13
- NLP: 128
- DHP: 4
- Minderheiten: 30
- Z: 93
- DRP: 38
- DKP: 40

Die Ergebnisse der Reichstagswahl nach Wahlkreisen. Die Nummerierung der Wahlkreise entspricht der der Tabelle.

Die Reichstagswahl 1877 war die Wahl zum 3. Deutschen Reichstag. Sie fand am 10. Januar 1877 statt.
Die Wahlbeteiligung lag bei 60,6 % und damit etwa bei der von 1874.
Gewinne bei dieser Wahl verbuchten die konservativen Kräfte auf Kosten der Liberalen. Darin sah sich Reichskanzler Otto von Bismarck, der seit einiger Zeit von der Freihandels- zur Schutzzollpolitik überging (Entlassung Rudolph von Delbrücks 1876), bestätigt. Die Spannungen zwischen dem Kanzler und den Liberalen verschärften sich nun zunehmend. In diesem Zusammenhang kam es zur „Kanzlerkrise“ (vergleiche Albrecht von Stosch).
Die 1876 gegründete Deutschkonservative Partei trat erfolgreich die Nachfolge der preußischen Altkonservativen an. Die nunmehr vereinten Sozialisten, 1874 noch in Arbeiterverein und Arbeiterpartei gespalten, konnten erneut ihre Mandatszahl erhöhen. Gleiches galt für die (Süd-)Deutsche Volkspartei, die sich in Württemberg etablierte. Das Zentrum stabilisierte sich als zweitstärkste Kraft.
Nach Attentaten auf Kaiser Wilhelm I. und Auseinandersetzungen um das geplante Sozialistengesetz wurde der dritte Reichstag auf Wunsch Bismarcks vom Kaiser aufgelöst, und es kam zur Reichstagswahl 1878.

## Wahltermin
„Verordnung, betreffend die Wahlen zum Reichstag. Vom 23. November 1876.
Wir Wilhelm, von Gottes Gnaden Deutscher Kaiser, König von Preußen, etc. verordnen auf Grund der Bestimmung im § 14 des Wahlgesetzes vom 31. Mai 1869, im Namen des Reichs, was folgt: Die Wahlen zum Reichstag sind am 10. Januar 1877 vorzunehmen.
Urkundlich unter Unserer Höchsteigenhändigen Unterschrift und beigedrucktem Kaiserlichem Insiegel.
Gegeben Berlin, den 23. November 1876. / Wilhelm. / Fürst v. Bismarck.“

## Gesamtergebnis
Die Unterstützer der Politik Otto von Bismarcks, also Freikonservative, Nationalliberale, Fortschrittsparteiler und Altliberale erhielten eine deutliche Mehrheit der Sitze. Jedoch begann die Beziehung zwischen Bismarck und den Nationalliberalen abzukühlen.
| Politische Richtung            | Politische Richtung            | Parteien                          | Parteien | Wählerstimmen | Wählerstimmen | Wählerstimmen | Sitze im Reichstag | Sitze im Reichstag | Sitze im Reichstag |
| ------------------------------ | ------------------------------ | --------------------------------- | -------- | ------------- | ------------- | ------------- | ------------------ | ------------------ | ------------------ |
| Politische Richtung            | Politische Richtung            | Parteien                          | Parteien | in Mio.       | Anteil        | ggüb. 1874    | absolut            | Anteil             | ggüb. 1874         |
| Konservative                   | Konservative                   | Deutschkonservative Partei (DKP)  |          | 0,526         | 9,7 %         | +2,8 %        | 40                 | 10,1 %             | +19 ▲              |
| Konservative                   | Konservative                   | Deutsche Reichspartei (DRP)       |          | 0,427         | 7,9 %         | +0,7 %        | 38                 | 9,6 %              | +6 ▲               |
| Liberale                       | Rechts-                        | Nationalliberale Partei (NLP)     |          | 1,470         | 27,2 %        | −2,5 %        | 128                | 32,2 %             | −26 ▼              |
| Liberale                       |                                | Sonstige Liberale                 |          | 0,135         | 2,5 %         | +1,5 %        | 13                 | 3,3 %              | +7 ▲               |
| Liberale                       | Links-                         | Deutsche Fortschrittspartei (DFP) |          | 0,418         | 7,7 %         | −0,9 %        | 35                 | 8,8 %              | −14 ▼              |
| Liberale                       | Links-                         | Deutsche Volkspartei (DtVP)       |          | 0,045         | 0,8 %         | +0,4 %        | 4                  | 1,0 %              | +3 ▲               |
| Katholiken                     | Katholiken                     | Zentrumspartei                    |          | 1,341         | 24,8 %        | −3,1 %        | 93                 | 23,4 %             | +2 ▲               |
| Sozialisten                    | Sozialisten                    | Sozialdemokraten (SAP)            |          | 0,493         | 9,1 %         | +2,3 %        | 12                 | 3,0 %              | +3 ▲               |
| Regionalparteien, Minderheiten | Regionalparteien, Minderheiten | Deutsch-Hannoversche Partei (DHP) |          | 0,085         | 1,6 %         | +0,2 %        | 4                  | 1,0 %              | ±0 ▬               |
| Regionalparteien, Minderheiten | Regionalparteien, Minderheiten | Polen                             |          | 0,216         | 4,0 %         | +0,2 %        | 14                 | 3,5 %              | ±0 ▬               |
| Regionalparteien, Minderheiten | Regionalparteien, Minderheiten | Dänen                             |          | 0,023         | 0,4 %         | −0,3 %        | 1                  | 0,3 %              | ±0 ▬               |
| Regionalparteien, Minderheiten | Regionalparteien, Minderheiten | Elsaß-Lothringer                  |          | 0,200         | 3,7 %         | −0,8 %        | 15                 | 3,8 %              | ±0 ▬               |
|                                |                                | Sonstige                          |          | 0,022         | 0,4 %         | −0,6 %        | -                  | -                  | ±0 ▬               |
| Gesamt                         | Gesamt                         | Gesamt                            | Gesamt   | 5,401         | 100 %         |               | 397                | 100 %              |                    |

## Gewählte Abgeordnete nach Wahlkreisen
In jedem der insgesamt 397 Wahlkreise wurde nach absolutem Mehrheitswahlrecht ein Abgeordneter gewählt. Wenn kein Kandidat im ersten Wahlgang die absolute Mehrheit erreichte, wurde eine Stichwahl zwischen den beiden bestplatzierten Kandidaten durchgeführt. In den folgenden Tabellen werden die Wahlkreissieger und ihre im amtlichen Endergebnis genannte Parteistellung angegeben.

### Preußen
| Königreich Preußen                                    | Königreich Preußen                                                                  | Königreich Preußen                            | Königreich Preußen                            | Königreich Preußen                            |
| Provinz Preußen – Regierungsbezirk Königsberg         | Provinz Preußen – Regierungsbezirk Königsberg                                       | Provinz Preußen – Regierungsbezirk Königsberg | Provinz Preußen – Regierungsbezirk Königsberg | Provinz Preußen – Regierungsbezirk Königsberg |
| ----------------------------------------------------- | ----------------------------------------------------------------------------------- | --------------------------------------------- | --------------------------------------------- | --------------------------------------------- |
| 1                                                     | Memel, Heydekrug                                                                    | Helmuth Karl Bernhard von Moltke              | DKP                                           |                                               |
| 2                                                     | Labiau, Wehlau                                                                      | Friedrich Fernow                              | NLP                                           |                                               |
| 3                                                     | Königsberg-Stadt                                                                    | Julius Dickert                                | DFP                                           |                                               |
| 4                                                     | Fischhausen, Königsberg-Land                                                        | Otto Tortilowicz von Batocki                  | DKP                                           |                                               |
| 5                                                     | Heiligenbeil, Preußisch-Eylau                                                       | Alfred von Tettau                             | DKP                                           |                                               |
| 6                                                     | Braunsberg, Heilsberg                                                               | Anton Pohlmann                                | Zentrum                                       |                                               |
| 7                                                     | Preußisch-Holland, Mohrungen                                                        | Rudolph Wichmann                              | DKP                                           |                                               |
| 8                                                     | Osterode i. Opr., Neidenburg                                                        | Otto Pannek                                   | DFP                                           |                                               |
| 9                                                     | Allenstein, Rößel                                                                   | Rudolph Borowski                              | Zentrum                                       |                                               |
| 10                                                    | Rastenburg, Friedland, Gerdauen                                                     | Udo zu Stolberg-Wernigerode                   | DKP                                           |                                               |
| Provinz Preußen – Regierungsbezirk Gumbinnen          |                                                                                     |                                               |                                               |                                               |
| 1                                                     | Tilsit, Niederung                                                                   | Adolf Bernhardi                               | DFP                                           |                                               |
| 2                                                     | Ragnit, Pillkallen                                                                  | Wilhelm Francke                               | DFP                                           |                                               |
| 3                                                     | Gumbinnen, Insterburg                                                               | Konstanz von Saucken-Julienfelde              | DFP                                           |                                               |
| 4                                                     | Stallupönen, Goldap, Darkehmen                                                      | Gustav von Goßler                             | DKP                                           |                                               |
| 5                                                     | Angerburg, Lötzen                                                                   | Ludwig von Staudy                             | DKP                                           |                                               |
| 6                                                     | Oletzko, Lyck, Johannisburg                                                         | Adolf Hillmann                                | DFP                                           |                                               |
| 7                                                     | Sensburg, Ortelsburg                                                                | Eugen Müllner                                 | DFP                                           |                                               |
| Provinz Preußen – Regierungsbezirk Danzig             |                                                                                     |                                               |                                               |                                               |
| 1                                                     | Marienburg, Elbing                                                                  | Otto Hausburg                                 | Unabh. Liberaler                              |                                               |
| 2                                                     | Danzig Land                                                                         | Wilhelm Albrecht                              | NLP                                           |                                               |
| 3                                                     | Danzig Stadt                                                                        | Heinrich Rickert                              | NLP                                           |                                               |
| 4                                                     | Neustadt (Westpr.), Putzig, Karthaus                                                | Sigismund von Dzialowski                      | Pole                                          |                                               |
| 5                                                     | Berent, Preußisch Stargard, Dirschau                                                | Adam von Sierakowski                          | Pole                                          |                                               |
| Provinz Preußen – Regierungsbezirk Marienwerder       |                                                                                     |                                               |                                               |                                               |
| 1                                                     | Marienwerder, Stuhm                                                                 | Leopold von Winter                            | NLP                                           |                                               |
| 2                                                     | Rosenberg (Westpr.), Löbau                                                          | Rodrigo zu Dohna-Finckenstein                 | DKP                                           |                                               |
| 3                                                     | Graudenz, Strasburg (Westpr.)                                                       | Hugo Bieler                                   | NLP                                           |                                               |
| 4                                                     | Thorn, Kulm, Briesen                                                                | Hermann Paul Gerhard                          | Unabh. Liberaler                              |                                               |
| 5                                                     | Schwetz                                                                             | Franz August von Gordon                       | DKP                                           |                                               |
| 6                                                     | Konitz, Tuchel                                                                      | Leon von Czarlinski                           | Pole                                          |                                               |
| 7                                                     | Schlochau, Flatow                                                                   | Botho Heinrich zu Eulenburg                   | DKP                                           |                                               |
| 8                                                     | Deutsch-Krone                                                                       | Friedrich Lehr                                | NLP                                           |                                               |
| Berlin                                                |                                                                                     |                                               |                                               |                                               |
| 1                                                     | Alt-Berlin, Cölln, Friedrichswerder, Dorotheenstadt, Friedrichstadt-Nord            | Max Hirsch                                    | DFP                                           |                                               |
| 2                                                     | Schöneberger Vorstadt, Friedrichsvorstadt, Tempelhofer Vorstadt, Friedrichstadt-Süd | Moritz Klotz                                  | DFP                                           |                                               |
| 3                                                     | Luisenstadt diesseits des Kanals, Neu-Cölln                                         | Kurt von Saucken-Tarputschen                  | DFP                                           |                                               |
| 4                                                     | Luisenstadt jenseits des Kanals, Stralauer Vorstadt, Königsstadt-Ost                | Friedrich Wilhelm Fritzsche                   | SAP                                           |                                               |
| 5                                                     | Spandauer Vorstadt, Friedrich-Wilhelm-Stadt, Königsstadt-West                       | Franz Duncker                                 | DFP                                           |                                               |
| 6                                                     | Wedding, Gesundbrunnen, Moabit, Oranienburger Vorstadt, Rosenthaler Vorstadt        | Wilhelm Hasenclever                           | SAP                                           |                                               |
| Provinz Brandenburg – Regierungsbezirk Potsdam        |                                                                                     |                                               |                                               |                                               |
| 1                                                     | Westprignitz                                                                        | Gustav von Jagow                              | DKP                                           |                                               |
| 2                                                     | Ostprignitz                                                                         | Hermann von Graevenitz                        | DRP                                           |                                               |
| 3                                                     | Ruppin, Templin                                                                     | Adolf von Arnim-Boitzenburg                   | DRP                                           |                                               |
| 4                                                     | Prenzlau, Angermünde                                                                | Friedrich von Wedell-Malchow                  | DKP                                           |                                               |
| 5                                                     | Oberbarnim                                                                          | Felix von Bethmann-Hollweg                    | DRP                                           |                                               |
| 6                                                     | Niederbarnim, Lichtenberg                                                           | Emanuel Mendel                                | DFP                                           |                                               |
| 7                                                     | Potsdam, Osthavelland, Spandau                                                      | Emanuel Wulfshein                             | DFP                                           |                                               |
| 8                                                     | Brandenburg an der Havel, Westhavelland                                             | August Hausmann                               | DFP                                           |                                               |
| 9                                                     | Zauch-Belzig, Jüterbog-Luckenwalde                                                  | Hugo Hermes                                   | DFP                                           |                                               |
| 10                                                    | Teltow, Beeskow-Storkow                                                             | Adolf Kiepert                                 | NLP                                           |                                               |
| Provinz Brandenburg – Regierungsbezirk Frankfurt      |                                                                                     |                                               |                                               |                                               |
| 1                                                     | Arnswalde, Friedeberg                                                               | Paul von Brand                                | DKP                                           |                                               |
| 2                                                     | Landsberg (Warthe), Soldin                                                          | Theodor Jacobs                                | NLP                                           |                                               |
| 3                                                     | Königsberg (Neumark)                                                                | Albert von Levetzow                           | DKP                                           |                                               |
| 4                                                     | Frankfurt (Oder), Lebus                                                             | Gerhard Struve                                | NLP                                           |                                               |
| 5                                                     | Oststernberg, Weststernberg                                                         | Karl von Waldow und Reitzenstein              | DKP                                           |                                               |
| 6                                                     | Züllichau-Schwiebus, Crossen                                                        | Otto Uhden                                    | DKP                                           |                                               |
| 7                                                     | Guben, Lübben                                                                       | Ewald von Kleist                              | DKP                                           |                                               |
| 8                                                     | Sorau, Forst                                                                        | Henning von Puttkamer                         | NLP                                           |                                               |
| 9                                                     | Cottbus, Spremberg                                                                  | Karl von Bärensprung                          | DKP                                           |                                               |
| 10                                                    | Calau, Luckau                                                                       | Otto von Manteuffel                           | DKP                                           |                                               |
| Provinz Pommern – Regierungsbezirk Stettin            |                                                                                     |                                               |                                               |                                               |
| 1                                                     | Demmin, Anklam                                                                      | Helmuth von Maltzahn                          | DKP                                           |                                               |
| 2                                                     | Ueckermünde, Usedom-Wollin                                                          | Heinrich Dohrn                                | NLP                                           |                                               |
| 3                                                     | Randow, Greifenhagen                                                                | Victor Kolbe                                  | NLP                                           |                                               |
| 4                                                     | Stettin                                                                             | Carl Theodor Schmidt                          | Unabh. Liberaler                              |                                               |
| 5                                                     | Pyritz, Saatzig                                                                     | Wilhelm von Schöning                          | DKP                                           |                                               |
| 6                                                     | Naugard, Regenwalde                                                                 | Friedrich Wilhelm von Flügge                  | DKP                                           |                                               |
| 7                                                     | Greifenberg, Kammin                                                                 | Carl von Woedtke                              | DKP                                           |                                               |
| Provinz Pommern – Regierungsbezirk Köslin             |                                                                                     |                                               |                                               |                                               |
| 1                                                     | Stolp, Lauenburg in Pommern                                                         | Otto Schlomka                                 | DRP                                           |                                               |
| 2                                                     | Bütow, Rummelsburg, Schlawe                                                         | Wilhelm Friedrich Moritz Kette                | DRP                                           |                                               |
| 3                                                     | Köslin, Kolberg-Körlin, Bublitz                                                     | August von Gerlach                            | DKP                                           |                                               |
| 4                                                     | Belgard, Schivelbein, Dramburg                                                      | Conrad von Kleist                             | DKP                                           |                                               |
| 5                                                     | Neustettin                                                                          | Hermann von Busse                             | DKP                                           |                                               |
| Provinz Pommern – Regierungsbezirk Stralsund          |                                                                                     |                                               |                                               |                                               |
| 1                                                     | Rügen, Stralsund, Franzburg                                                         | Friedrich von Behr                            | DRP                                           |                                               |
| 2                                                     | Greifswald, Grimmen                                                                 | Hermann von Vahl                              | NLP                                           |                                               |
| Provinz Posen – Regierungsbezirk Posen                |                                                                                     |                                               |                                               |                                               |
| 1                                                     | Posen                                                                               | Hippolyt von Turno                            | Pole                                          |                                               |
| 2                                                     | Samter, Birnbaum, Obornik, Schwerin (Warthe)                                        | Stephan von Kwilecki                          | Pole                                          |                                               |
| 3                                                     | Meseritz, Bomst                                                                     | Hans Wilhelm von Unruhe-Bomst                 | DRP                                           |                                               |
| 4                                                     | Buk, Schmiegel, Kosten                                                              | Joseph von Zoltowski                          | Pole                                          |                                               |
| 5                                                     | Kröben                                                                              | Roman Prinz Czartoryski                       | Pole                                          |                                               |
| 6                                                     | Fraustadt, Lissa                                                                    | Maximilian von Puttkamer                      | NLP                                           |                                               |
| 7                                                     | Schrimm, Schroda                                                                    | Roman von Komierowski                         | Pole                                          |                                               |
| 8                                                     | Wreschen, Pleschen, Jarotschin                                                      | Stefan von Zoltowski                          | Pole                                          |                                               |
| 9                                                     | Krotoschin, Koschmin                                                                | Theophil Magdzinski                           | Pole                                          |                                               |
| 10                                                    | Adelnau, Schildberg, Ostrowo, Kempen in Posen                                       | Ferdinand von Radziwill                       | Pole                                          |                                               |
| Provinz Posen – Regierungsbezirk Bromberg             |                                                                                     |                                               |                                               |                                               |
| 1                                                     | Czarnikau, Filehne, Kolmar in Posen                                                 | Axel von Colmar                               | DKP                                           |                                               |
| 2                                                     | Wirsitz, Schubin, Znin                                                              | Leo von Skorzewski                            | Pole                                          |                                               |
| 3                                                     | Bromberg                                                                            | Oskar Wehr                                    | NLP                                           |                                               |
| 4                                                     | Inowrazlaw, Mogilno, Strelno                                                        | Thomas von Kozlowski                          | Pole                                          |                                               |
| 5                                                     | Gnesen, Wongrowitz, Witkowo                                                         | Eustachius von Rogalinski                     | Pole                                          |                                               |
| Provinz Schlesien – Regierungsbezirk Breslau          |                                                                                     |                                               |                                               |                                               |
| 1                                                     | Guhrau, Steinau, Wohlau                                                             | Friedrich von Ravenstein                      | DKP                                           |                                               |
| 2                                                     | Militsch, Trebnitz                                                                  | August von Maltzan                            | DRP                                           |                                               |
| 3                                                     | Groß Wartenberg, Oels                                                               | Wilhelm von Kardorff                          | DRP                                           |                                               |
| 4                                                     | Namslau, Brieg                                                                      | Anton Allnoch                                 | DFP                                           |                                               |
| 5                                                     | Ohlau, Strehlen, Nimptsch                                                           | Fred von Frankenberg-Ludwigsdorf              | DRP                                           |                                               |
| 6                                                     | Breslau-Ost                                                                         | Leo Molinari                                  | NLP                                           |                                               |
| 7                                                     | Breslau-West                                                                        | Heinrich Bürgers                              | DFP                                           |                                               |
| 8                                                     | Neumarkt, Breslau-Land                                                              | Victor I. Herzog von Ratibor                  | DRP                                           |                                               |
| 9                                                     | Striegau, Schweidnitz                                                               | Ernst Witte                                   | NLP                                           |                                               |
| 10                                                    | Waldenburg                                                                          | Hans von Pleß                                 | DRP                                           |                                               |
| 11                                                    | Reichenbach, Neurode                                                                | August Kapell                                 | SAP                                           |                                               |
| 12                                                    | Glatz, Habelschwerdt                                                                | Robert von Ludwig                             | Zentrum                                       |                                               |
| 13                                                    | Frankenstein, Münsterberg                                                           | Johann von Harbuval-Chamaré-Stolz             | Zentrum                                       |                                               |
| Provinz Schlesien – Regierungsbezirk Oppeln           |                                                                                     |                                               |                                               |                                               |
| 1                                                     | Kreuzburg, Rosenberg O.S.                                                           | Eduard Georg von Bethusy-Huc                  | DRP                                           |                                               |
| 2                                                     | Oppeln                                                                              | Franz von Ballestrem                          | Zentrum                                       |                                               |
| 3                                                     | Groß Strehlitz, Kosel                                                               | Adolph Franz                                  | Zentrum                                       |                                               |
| 4                                                     | Lublinitz, Tost-Gleiwitz                                                            | Alexander von Schalscha                       | Zentrum                                       |                                               |
| 5                                                     | Beuthen, Tarnowitz                                                                  | Edmund Prinz von Radziwill                    | Zentrum                                       |                                               |
| 6                                                     | Kattowitz, Zabrze                                                                   | Ludwig Richard Edler                          | Zentrum                                       |                                               |
| 7                                                     | Pleß, Rybnik                                                                        | Eduard Müller                                 | Zentrum                                       |                                               |
| 8                                                     | Ratibor                                                                             | Karl von Wallhofen                            | Zentrum                                       |                                               |
| 9                                                     | Leobschütz                                                                          | Julius Cäsar von Nayhauß-Cormons              | Zentrum                                       |                                               |
| 10                                                    | Neustadt O.S.                                                                       | Friedrich zu Stolberg-Stolberg                | Zentrum                                       |                                               |
| 11                                                    | Falkenberg O.S., Grottkau                                                           | Friedrich von Praschma                        | Zentrum                                       |                                               |
| 12                                                    | Neisse                                                                              | Albert Horn                                   | Zentrum                                       |                                               |
| Provinz Schlesien – Regierungsbezirk Liegnitz         |                                                                                     |                                               |                                               |                                               |
| 1                                                     | Grünberg, Freystadt                                                                 | Karl zu Carolath-Beuthen                      | DRP                                           |                                               |
| 2                                                     | Sagan, Sprottau                                                                     | Julius Reinecke                               | NLP                                           |                                               |
| 3                                                     | Glogau                                                                              | Karl Braun (Politiker, 1822)                  | NLP                                           |                                               |
| 4                                                     | Lüben, Bunzlau                                                                      | Adalbert Falk                                 | DRP                                           |                                               |
| 5                                                     | Löwenberg                                                                           | Karl Leopold Michaelis                        | NLP                                           |                                               |
| 6                                                     | Liegnitz, Goldberg-Haynau                                                           | Rudolf Johann Friedrich Quoos                 | NLP                                           |                                               |
| 7                                                     | Landeshut, Jauer, Bolkenhain                                                        | Rudolf von Gneist                             | NLP                                           |                                               |
| 8                                                     | Schönau, Hirschberg                                                                 | Georg von Bunsen                              | NLP                                           |                                               |
| 9                                                     | Görlitz, Lauban                                                                     | Hermann Grothe                                | NLP                                           |                                               |
| 10                                                    | Rothenburg (Oberlausitz), Hoyerswerda                                               | Otto Theodor von Seydewitz                    | DKP                                           |                                               |
| Provinz Sachsen – Regierungsbezirk Magdeburg          |                                                                                     |                                               |                                               |                                               |
| 1                                                     | Salzwedel, Gardelegen                                                               | Friedrich Kapp                                | NLP                                           |                                               |
| 2                                                     | Stendal, Osterburg                                                                  | Hermann von Lüderitz                          | DKP                                           |                                               |
| 3                                                     | Jerichow I, Jerichow II                                                             | Gustav von Bonin                              | Unabh. Liberaler                              |                                               |
| 4                                                     | Magdeburg                                                                           | Hans Victor von Unruh                         | NLP                                           |                                               |
| 5                                                     | Neuhaldensleben, Wolmirstedt                                                        | Max von Forckenbeck                           | NLP                                           |                                               |
| 6                                                     | Wanzleben                                                                           | Robert von Benda                              | NLP                                           |                                               |
| 7                                                     | Aschersleben, Quedlinburg, Calbe an der Saale                                       | Adolph von Dietze                             | DRP                                           |                                               |
| 8                                                     | Halberstadt, Oschersleben, Wernigerode                                              | August von Bernuth                            | NLP                                           |                                               |
| Provinz Sachsen – Regierungsbezirk Merseburg          |                                                                                     |                                               |                                               |                                               |
| 1                                                     | Liebenwerda, Torgau                                                                 | Justus Clauswitz                              | DRP                                           |                                               |
| 2                                                     | Schweinitz, Wittenberg                                                              | Otto von Helldorff                            | DKP                                           |                                               |
| 3                                                     | Bitterfeld, Delitzsch                                                               | Carl Gustav Thilo                             | DRP                                           |                                               |
| 4                                                     | Halle (Saale), Saalkreis                                                            | Wilhelm Spielberg                             | Unabh. Liberaler                              |                                               |
| 5                                                     | Mansfelder Seekreis, Mansfelder Gebirgskreis                                        | Anton Sombart                                 | NLP                                           |                                               |
| 6                                                     | Sangerhausen, Eckartsberga                                                          | Friedrich Hermann Müller                      | NLP                                           |                                               |
| 7                                                     | Querfurt, Merseburg                                                                 | Johannes Moritz Wölfel                        | NLP                                           |                                               |
| 8                                                     | Naumburg, Weißenfels, Zeitz                                                         | Otto Rohland                                  | Unabh. Liberaler                              |                                               |
| Provinz Sachsen – Regierungsbezirk Erfurt             |                                                                                     |                                               |                                               |                                               |
| 1                                                     | Nordhausen, Hohenstein                                                              | August Götting                                | NLP                                           |                                               |
| 2                                                     | Heiligenstadt, Worbis                                                               | Eduard Strecker                               | Zentrum                                       |                                               |
| 3                                                     | Mühlhausen, Langensalza, Weißensee                                                  | Karl Rudolf Friedenthal                       | DRP                                           |                                               |
| 4                                                     | Erfurt, Schleusingen, Ziegenrück                                                    | Robert Lucius                                 | DRP                                           |                                               |
| Provinz Schleswig-Holstein                            |                                                                                     |                                               |                                               |                                               |
| 1                                                     | Hadersleben, Sonderburg                                                             | Hans Krüger                                   | Däne                                          |                                               |
| 2                                                     | Apenrade, Flensburg                                                                 | Paul Hinschius                                | NLP                                           |                                               |
| 3                                                     | Schleswig, Eckernförde                                                              | Heinrich Adolph Meyer                         | DFP                                           |                                               |
| 4                                                     | Tondern, Husum, Eiderstedt                                                          | Hans Heinrich Wachs                           | NLP                                           |                                               |
| 5                                                     | Dithmarschen, Steinburg                                                             | Samuel Heinrich Hall                          | NLP                                           |                                               |
| 6                                                     | Pinneberg, Segeberg                                                                 | Georg Beseler                                 | NLP                                           |                                               |
| 7                                                     | Kiel, Rendsburg                                                                     | Albert Hänel                                  | DFP                                           |                                               |
| 8                                                     | Altona, Stormarn                                                                    | Gustav Karsten                                | DFP                                           |                                               |
| 9                                                     | Oldenburg in Holstein, Plön                                                         | Conrad von Holstein                           | DKP                                           |                                               |
| 10                                                    | Herzogtum Lauenburg                                                                 | Friedrich Hammacher                           | NLP                                           |                                               |
| Provinz Hannover                                      |                                                                                     |                                               |                                               |                                               |
| 1                                                     | Emden, Norden, Weener                                                               | Jan ten Doornkaat Koolman                     | NLP                                           |                                               |
| 2                                                     | Aurich, Wittmund, Leer                                                              | Edo Peterssen                                 | NLP                                           |                                               |
| 3                                                     | Meppen, Lingen, Bentheim, Aschendorf, Hümmling                                      | Ludwig Windthorst                             | Zentrum                                       |                                               |
| 4                                                     | Osnabrück, Bersenbrück, Iburg                                                       | Ernst Ludwig von Gerlach                      | Zentrum                                       |                                               |
| 5                                                     | Melle, Diepholz, Wittlage, Sulingen, Stolzenau                                      | Johannes Struckmann                           | NLP                                           |                                               |
| 6                                                     | Syke, Verden                                                                        | Diedrich Precht                               | NLP                                           |                                               |
| 7                                                     | Nienburg, Neustadt am Rübenberge, Fallingbostel                                     | Carl Ferdinand Nieper                         | DHP                                           |                                               |
| 8                                                     | Hannover                                                                            | Ludwig Brüel                                  | DHP                                           |                                               |
| 9                                                     | Hameln, Linden, Springe                                                             | Wilhelm Spangenberg                           | DRP                                           |                                               |
| 10                                                    | Hildesheim, Marienburg, Alfeld (Leine), Gronau                                      | Hermann Roemer                                | NLP                                           |                                               |
| 11                                                    | Einbeck, Northeim, Osterode am Harz, Uslar                                          | Siegfried Wilhelm Albrecht                    | NLP                                           |                                               |
| 12                                                    | Göttingen, Duderstadt, Münden                                                       | Reinhard von Adelebsen                        | DHP                                           |                                               |
| 13                                                    | Goslar, Zellerfeld, Ilfeld                                                          | Otto zu Stolberg-Wernigerode                  | DRP                                           |                                               |
| 14                                                    | Gifhorn, Celle, Peine, Burgdorf                                                     | Eduard von der Brelie                         | NLP                                           |                                               |
| 15                                                    | Lüchow, Uelzen, Dannenberg, Bleckede                                                | Bechtold von Bernstorff                       | DHP                                           |                                               |
| 16                                                    | Lüneburg, Soltau, Winsen (Luhe)                                                     | Erich von Reden                               | NLP                                           |                                               |
| 17                                                    | Harburg, Rotenburg in Hannover, Zeven                                               | August Grumbrecht                             | NLP                                           |                                               |
| 18                                                    | Stade, Geestemünde, Bremervörde, Osterholz                                          | Wilhelm Laporte                               | NLP                                           |                                               |
| 19                                                    | Neuhaus (Oste), Hadeln, Lehe, Kehdingen, Jork                                       | Rudolf von Bennigsen                          | NLP                                           |                                               |
| Provinz Westfalen – Regierungsbezirk Münster          |                                                                                     |                                               |                                               |                                               |
| 1                                                     | Tecklenburg, Steinfurt, Ahaus                                                       | Burghard von Schorlemer-Alst                  | Zentrum                                       |                                               |
| 2                                                     | Münster, Coesfeld                                                                   | Clemens Heereman von Zuydwyck                 | Zentrum                                       |                                               |
| 3                                                     | Borken, Recklinghausen                                                              | Max von Landsberg-Velen                       | Zentrum                                       |                                               |
| 4                                                     | Lüdinghausen, Beckum, Warendorf                                                     | Ignatz von Landsberg-Velen und Steinfurt      | Zentrum                                       |                                               |
| Provinz Westfalen – Regierungsbezirk Minden           |                                                                                     |                                               |                                               |                                               |
| 1                                                     | Minden, Lübbecke                                                                    | Philipp von Nathusius                         | DKP                                           |                                               |
| 2                                                     | Herford, Halle (Westfalen)                                                          | Hans Hugo von Kleist-Retzow                   | DKP                                           |                                               |
| 3                                                     | Bielefeld, Wiedenbrück                                                              | Heinrich Eugen Marcard                        | DKP                                           |                                               |
| 4                                                     | Paderborn, Büren                                                                    | Hermann von und zu Brenken                    | Zentrum                                       |                                               |
| 5                                                     | Höxter, Warburg                                                                     | Carl von Wendt-Papenhausen                    | Zentrum                                       |                                               |
| Provinz Westfalen – Regierungsbezirk Arnsberg         |                                                                                     |                                               |                                               |                                               |
| 1                                                     | Wittgenstein, Siegen, Biedenkopf                                                    | Louis Ernst                                   | NLP                                           |                                               |
| 2                                                     | Olpe, Arnsberg, Meschede                                                            | Peter Reichensperger                          | Zentrum                                       |                                               |
| 3                                                     | Altena, Iserlohn, Lüdenscheid                                                       | Heinrich Kreutz                               | Unabh. Liberaler                              |                                               |
| 4                                                     | Hagen, Schwelm, Witten                                                              | Eugen Richter                                 | DFP                                           |                                               |
| 5                                                     | Bochum, Gelsenkirchen, Hattingen, Herne                                             | Wilhelm Loewe                                 | Unabh. Liberaler                              |                                               |
| 6                                                     | Dortmund, Hörde                                                                     | Louis Constanz Berger                         | Unabh. Liberaler                              |                                               |
| 7                                                     | Hamm, Soest                                                                         | Florens von Bockum-Dolffs                     | Unabh. Liberaler                              |                                               |
| 8                                                     | Lippstadt, Brilon                                                                   | Theodor Schroeder                             | Zentrum                                       |                                               |
| Provinz Hessen-Nassau – Regierungsbezirk Wiesbaden    |                                                                                     |                                               |                                               |                                               |
| 1                                                     | Obertaunus, Höchst, Usingen                                                         | Adolf Brüning                                 | NLP                                           |                                               |
| 2                                                     | Wiesbaden, Rheingau, Untertaunus                                                    | Hermann Schulze-Delitzsch                     | DFP                                           |                                               |
| 3                                                     | St. Goarshausen, Unterwesterwald                                                    | Ernst Lieber                                  | Zentrum                                       |                                               |
| 4                                                     | Limburg, Oberlahnkreis, Unterlahnkreis                                              | Hubert Hilf                                   | DFP                                           |                                               |
| 5                                                     | Dillkreis, Oberwesterwald                                                           | Georg Thilenius                               | NLP                                           |                                               |
| 6                                                     | Frankfurt am Main                                                                   | Karl Holthof                                  | DtVP                                          |                                               |
| Provinz Hessen-Nassau – Regierungsbezirk Kassel       |                                                                                     |                                               |                                               |                                               |
| 1                                                     | Rinteln, Hofgeismar, Wolfhagen                                                      | Friedrich Oetker                              | NLP                                           |                                               |
| 2                                                     | Kassel, Melsungen                                                                   | Otto Bähr                                     | NLP                                           |                                               |
| 3                                                     | Fritzlar, Homberg, Ziegenhain                                                       | Wilhelm Wehrenpfennig                         | NLP                                           |                                               |
| 4                                                     | Eschwege, Schmalkalden, Witzenhausen                                                | Richard Harnier                               | NLP                                           |                                               |
| 5                                                     | Marburg, Frankenberg, Kirchhain                                                     | August von Ende                               | DRP                                           |                                               |
| 6                                                     | Hersfeld, Rotenburg (Fulda), Hünfeld                                                | Wilhelm Gleim                                 | NLP                                           |                                               |
| 7                                                     | Fulda, Schlüchtern, Gersfeld                                                        | Franz Herrlein                                | Zentrum                                       |                                               |
| 8                                                     | Hanau, Gelnhausen                                                                   | Hermann Weigel                                | NLP                                           |                                               |
| Rheinprovinz – Regierungsbezirk Köln                  |                                                                                     |                                               |                                               |                                               |
| 1                                                     | Köln-Stadt                                                                          | Eduard Schenk                                 | Zentrum                                       |                                               |
| 2                                                     | Köln-Land                                                                           | Clemens Menken                                | Zentrum                                       |                                               |
| 3                                                     | Bergheim (Erft), Euskirchen                                                         | Wilhelm Rudolphi                              | Zentrum                                       |                                               |
| 4                                                     | Rheinbach, Bonn                                                                     | Eugen von Kesseler                            | Zentrum                                       |                                               |
| 5                                                     | Siegkreis, Waldbröl                                                                 | Joseph Lingens                                | Zentrum                                       |                                               |
| 6                                                     | Mülheim am Rhein, Gummersbach, Wipperfürth                                          | Constantin Hamm                               | Zentrum                                       |                                               |
| Rheinprovinz – Regierungsbezirk Düsseldorf            |                                                                                     |                                               |                                               |                                               |
| 1                                                     | Remscheid, Lennep, Mettmann                                                         | Friedrich Techow                              | NLP                                           |                                               |
| 2                                                     | Elberfeld, Barmen                                                                   | Andreas Prell                                 | NLP                                           |                                               |
| 3                                                     | Solingen                                                                            | Moritz Rittinghausen                          | SAP                                           |                                               |
| 4                                                     | Düsseldorf                                                                          | Josef Bernards                                | Zentrum                                       |                                               |
| 5                                                     | Essen                                                                               | Gerhard Stötzel                               | Zentrum                                       |                                               |
| 6                                                     | Duisburg, Mülheim an der Ruhr, Ruhrort, Oberhausen                                  | Johann Friedrich von Schulte                  | NLP                                           |                                               |
| 7                                                     | Moers, Rees                                                                         | Heinrich Grütering                            | Zentrum                                       |                                               |
| 8                                                     | Kleve, Geldern                                                                      | Clemens Perger                                | Zentrum                                       |                                               |
| 9                                                     | Kempen                                                                              | Hugo Pfafferott                               | Zentrum                                       |                                               |
| 10                                                    | Gladbach                                                                            | Friedrich von Kehler                          | Zentrum                                       |                                               |
| 11                                                    | Krefeld                                                                             | August Reichensperger                         | Zentrum                                       |                                               |
| 12                                                    | Neuss, Grevenbroich                                                                 | Albert von Thimus                             | Zentrum                                       |                                               |
| Rheinprovinz – Regierungsbezirk Koblenz               |                                                                                     |                                               |                                               |                                               |
| 1                                                     | Wetzlar, Altenkirchen                                                               | Ludwig von Beughem                            | NLP                                           |                                               |
| 2                                                     | Neuwied                                                                             | Alfred zu Stolberg-Stolberg                   | Zentrum                                       |                                               |
| 3                                                     | Koblenz, St. Goar                                                                   | Georg von Hertling                            | Zentrum                                       |                                               |
| 4                                                     | Kreuznach, Simmern                                                                  | Heinrich von Treitschke                       | NLP                                           |                                               |
| 5                                                     | Mayen, Ahrweiler                                                                    | Friedrich Franz Kochann                       | Zentrum                                       |                                               |
| 6                                                     | Adenau, Cochem, Zell                                                                | Andreas von Grand-Ry                          | Zentrum                                       |                                               |
| Rheinprovinz – Regierungsbezirk Trier                 |                                                                                     |                                               |                                               |                                               |
| 1                                                     | Daun, Bitburg, Prüm                                                                 | Ferdinand von Hompesch-Bollheim               | Zentrum                                       |                                               |
| 2                                                     | Wittlich, Bernkastel                                                                | Christian Dieden                              | Zentrum                                       |                                               |
| 3                                                     | Trier                                                                               | Paul Majunke                                  | Zentrum                                       |                                               |
| 4                                                     | Saarlouis, Merzig, Saarburg                                                         | Bartholomäus Haanen                           | Zentrum                                       |                                               |
| 5                                                     | Saarbrücken                                                                         | Gustav Pfaehler                               | NLP                                           |                                               |
| 6                                                     | Ottweiler, St. Wendel, Meisenheim                                                   | Carl Ferdinand von Stumm-Halberg              | DRP                                           |                                               |
| Rheinprovinz – Regierungsbezirk Aachen                |                                                                                     |                                               |                                               |                                               |
| 1                                                     | Schleiden, Malmedy, Montjoie                                                        | Heinrich Franssen                             | Zentrum                                       |                                               |
| 2                                                     | Eupen, Aachen-Land                                                                  | Adam Bock                                     | Zentrum                                       |                                               |
| 3                                                     | Aachen-Stadt                                                                        | Maximilian von Biegeleben                     | Zentrum                                       |                                               |
| 4                                                     | Düren, Jülich                                                                       | Alfred von Hompesch                           | Zentrum                                       |                                               |
| 5                                                     | Geilenkirchen, Heinsberg, Erkelenz                                                  | Hermann Ariovist von Fürth                    | Zentrum                                       |                                               |
| Hohenzollernsche Lande – Regierungsbezirk Sigmaringen |                                                                                     |                                               |                                               |                                               |
| 1                                                     | Sigmaringen, Hechingen                                                              | Johann Evangelist Maier                       | Zentrum                                       |                                               |

### Bayern
| Königreich Bayern | Königreich Bayern                                                                                            | Königreich Bayern                        | Königreich Bayern | Königreich Bayern |
| Oberbayern        | Oberbayern                                                                                                   | Oberbayern                               | Oberbayern        | Oberbayern        |
| ----------------- | --- | ---------------------------------------- | ----------------- | ----------------- |
| 1                 | München I (Altstadt, Lehel, Maxvorstadt)                                                                     | Franz August Schenk von Stauffenberg     | NLP               |                   |
| 2                 | München II (Isarvorstadt, Ludwigsvorstadt, Au, Haidhausen, Giesing), München-Land, Starnberg, Wolfratshausen | Anton Westermayer                        | Zentrum           |                   |
| 3                 | Aichach, Friedberg, Dachau, Schrobenhausen                                                                   | Sigmund von Pfetten-Arnbach              | Zentrum           |                   |
| 4                 | Ingolstadt, Freising, Pfaffenhofen                                                                           | Peter Karl von Aretin                    | Zentrum           |                   |
| 5                 | Wasserburg, Erding, Mühldorf                                                                                 | Maximilian Freiherr von Soden-Fraunhofen | Zentrum           |                   |
| 6                 | Weilheim, Werdenfels, Bruck, Landsberg, Schongau                                                             | Ferdinand von Miller                     | Zentrum           |                   |
| 7                 | Rosenheim, Ebersberg, Miesbach, Tölz                                                                         | Georg Ratzinger                          | Zentrum           |                   |
| 8                 | Traunstein, Laufen, Berchtesgaden, Altötting                                                                 | Karl Senestrey                           | Zentrum           |                   |
| Niederbayern      | |                                          |                   |                   |
| 1                 | Landshut, Dingolfing, Vilsbiburg                                                                             | Karl von Ow                              | Zentrum           |                   |
| 2                 | Straubing, Bogen, Landau, Vilshofen                                                                          | Conrad von Preysing                      | Zentrum           |                   |
| 3                 | Passau, Wegscheid, Wolfstein, Grafenau                                                                       | Adolf Krätzer                            | Zentrum           |                   |
| 4                 | Pfarrkirchen, Eggenfelden, Griesbach                                                                         | Johannes Arbinger                        | Zentrum           |                   |
| 5                 | Deggendorf, Regen, Viechtach, Kötzting                                                                       | Aloys Hafenbrädl                         | Zentrum           |                   |
| 6                 | Kelheim, Rottenburg, Mallersdorf                                                                             | Karl Anton Lang                          | Zentrum           |                   |
| Pfalz             | |                                          |                   |                   |
| 1                 | Speyer, Ludwigshafen, Frankenthal                                                                            | Ludwig Groß                              | Unabh. Liberaler  |                   |
| 2                 | Landau, Neustadt an der Haardt                                                                               | Ludwig Andreas Jordan                    | NLP               |                   |
| 3                 | Germersheim, Bergzabern                                                                                      | Moritz Bolza                             | NLP               |                   |
| 4                 | Zweibrücken, Pirmasens                                                                                       | Karl Schmidt                             | NLP               |                   |
| 5                 | Homburg, Kusel                                                                                               | Franz Armand Buhl                        | NLP               |                   |
| 6                 | Kaiserslautern, Kirchheimbolanden                                                                            | August Zinn                              | Unabh. Liberaler  |                   |
| Oberpfalz         | |                                          |                   |                   |
| 1                 | Regensburg, Burglengenfeld, Stadtamhof                                                                       | Johann Brückl                            | Zentrum           |                   |
| 2                 | Amberg, Nabburg, Sulzbach, Eschenbach                                                                        | Franz Rußwurm                            | Zentrum           |                   |
| 3                 | Neumarkt, Velburg, Hemau                                                                                     | Johann Michael Triller                   | Zentrum           |                   |
| 4                 | Neunburg, Waldmünchen, Cham, Roding                                                                          | Michael Datzl                            | Zentrum           |                   |
| 5                 | Neustadt a. d. Waldnaab, Vohenstrauß, Tirschenreuth                                                          | Joseph Lindner                           | Zentrum           |                   |
| Oberfranken       | |                                          |                   |                   |
| 1                 | Hof, Naila, Rehau, Münchberg                                                                                 | Friedrich von Schauß                     | NLP               |                   |
| 2                 | Bayreuth, Wunsiedel, Berneck                                                                                 | Friedrich von Feustel                    | NLP               |                   |
| 3                 | Forchheim, Kulmbach, Pegnitz, Ebermannstadt                                                                  | Chlodwig zu Hohenlohe-Schillingsfürst    | DRP               |                   |
| 4                 | Kronach, Staffelstein, Lichtenfels, Stadtsteinach, Teuschnitz                                                | Friedrich Frank                          | Zentrum           |                   |
| 5                 | Bamberg, Höchstadt                                                                                           | Heinrich Horneck von Weinheim            | Zentrum           |                   |
| Mittelfranken     | |                                          |                   |                   |
| 1                 | Nürnberg | Wolf Frankenburger                       | DFP               |                   |
| 2                 | Erlangen, Fürth, Hersbruck                                                                                   | Heinrich Marquardsen                     | NLP               |                   |
| 3                 | Ansbach, Schwabach, Heilsbronn                                                                               | Karl Herz                                | DFP               |                   |
| 4                 | Eichstätt, Beilngries, Weissenburg                                                                           | Albert Stöckl                            | Zentrum           |                   |
| 5                 | Dinkelsbühl, Gunzenhausen, Feuchtwangen                                                                      | Otto Erhard                              | DFP               |                   |
| 6                 | Rothenburg ob der Tauber, Neustadt an der Aisch                                                              | Friedrich Pabst                          | NLP               |                   |
| Unterfranken      | |                                          |                   |                   |
| 1                 | Aschaffenburg, Alzenau, Obernburg, Miltenberg                                                                | Thomas Hauck                             | Zentrum           |                   |
| 2                 | Kitzingen, Gerolzhofen, Ochsenfurt, Volkach                                                                  | Clemens August von Schönborn-Wiesentheid | Zentrum           |                   |
| 3                 | Lohr, Karlstadt, Hammelburg, Marktheidenfeld, Gemünden                                                       | Georg Arbogast von und zu Franckenstein  | Zentrum           |                   |
| 4                 | Neustadt an der Saale, Brückenau, Mellrichstadt, Königshofen, Kissingen                                      | Gustav von Habermann                     | Zentrum           |                   |
| 5                 | Schweinfurt, Haßfurt, Ebern                                                                                  | Friedrich von Luxburg                    | DRP               |                   |
| 6                 | Würzburg | Ludwig von Zu Rhein                      | Zentrum           |                   |
| Schwaben          | |                                          |                   |                   |
| 1                 | Augsburg, Wertingen                                                                                          | Josef Edmund Jörg                        | Zentrum           |                   |
| 2                 | Donauwörth, Nördlingen, Neuburg                                                                              | Max Mayer                                | Zentrum           |                   |
| 3                 | Dillingen, Günzburg, Zusmarshausen                                                                           | Hartmann Fugger von Kirchberg            | Zentrum           |                   |
| 4                 | Illertissen, Neu-Ulm, Memmingen, Krumbach                                                                    | Ludwig von Aretin                        | Zentrum           |                   |
| 5                 | Kaufbeuren, Mindelheim, Oberdorf, Füssen                                                                     | Matthias Merkle                          | Zentrum           |                   |
| 6                 | Immenstadt, Sonthofen, Kempten (Allgäu), Lindau                                                              | Joseph Völk                              | NLP               |                   |

### Sachsen
| Königreich Sachsen | Königreich Sachsen                          | Königreich Sachsen           | Königreich Sachsen | Königreich Sachsen |
| ------------------ | ------------------------------------------- | ---------------------------- | ------------------ | ------------------ |
| 1                  | Zittau                                      | Julius Pfeiffer              | NLP                |                    |
| 2                  | Löbau                                       | Julius Frühauf               | NLP                |                    |
| 3                  | Bautzen, Kamenz, Bischofswerda              | Theodor Reich                | DKP                |                    |
| 4                  | Dresden rechts der Elbe, Radeberg, Radeburg | Friedrich Oskar von Schwarze | DRP                |                    |
| 5                  | Dresden links der Elbe                      | August Bebel                 | SAP                |                    |
| 6                  | Dresden-Land links der Elbe, Dippoldiswalde | Karl Gustav Ackermann        | DKP                |                    |
| 7                  | Meißen, Großenhain, Riesa                   | Gustav Richter               | DRP                |                    |
| 8                  | Pirna, Sebnitz                              | Arthur Eysoldt               | DFP                |                    |
| 9                  | Freiberg, Hainichen                         | August Penzig                | NLP                |                    |
| 10                 | Döbeln, Nossen, Leisnig                     | Georg Ludwig August Walter   | DFP                |                    |
| 11                 | Oschatz, Wurzen, Grimma                     | Theodor Günther              | DRP                |                    |
| 12                 | Leipzig-Stadt                               | Eduard Stephani              | NLP                |                    |
| 13                 | Leipzig-Land, Taucha, Markranstädt, Zwenkau | Georg Adolf Demmler          | SAP                |                    |
| 14                 | Borna, Geithain, Rochlitz                   | Karl Heinrich                | DKP                |                    |
| 15                 | Mittweida, Frankenberg, Augustusburg        | Julius Gensel                | NLP                |                    |
| 16                 | Chemnitz                                    | Johann Most                  | SAP                |                    |
| 17                 | Glauchau, Meerane, Hohenstein-Ernstthal     | Wilhelm Bracke               | SAP                |                    |
| 18                 | Zwickau, Crimmitschau, Werdau               | Julius Motteler              | SAP                |                    |
| 19                 | Stollberg, Schneeberg                       | Wilhelm Liebknecht           | SAP                |                    |
| 20                 | Marienberg, Zschopau                        | Eduard Brockhaus             | NLP                |                    |
| 21                 | Annaberg, Schwarzenberg, Johanngeorgenstadt | Eugen Holtzmann              | NLP                |                    |
| 22                 | Auerbach, Reichenbach                       | Ignaz Auer                   | SAP                |                    |
| 23                 | Plauen, Oelsnitz, Klingenthal               | Otto Meusel                  | DKP                |                    |

### Württemberg
| Königreich Württemberg | Königreich Württemberg                        | Königreich Württemberg           | Königreich Württemberg | Königreich Württemberg |
| ---------------------- | --------------------------------------------- | -------------------------------- | ---------------------- | ---------------------- |
| 1                      | Stuttgart                                     | Julius Hölder                    | NLP                    |                        |
| 2                      | Cannstatt, Ludwigsburg, Marbach, Waiblingen   | Karl von Varnbüler               | DRP                    |                        |
| 3                      | Heilbronn, Besigheim, Brackenheim, Neckarsulm | Gottlieb von Huber               | NLP                    |                        |
| 4                      | Böblingen, Vaihingen, Leonberg, Maulbronn     | Otto von Knapp                   | DRP                    |                        |
| 5                      | Esslingen, Nürtingen, Kirchheim, Urach        | Friedrich Retter                 | DtVP                   |                        |
| 6                      | Reutlingen, Tübingen, Rottenburg              | Friedrich von Payer              | DtVP                   |                        |
| 7                      | Nagold, Calw, Neuenbürg, Herrenberg           | Julius Staelin                   | DRP                    |                        |
| 8                      | Freudenstadt, Horb, Oberndorf, Sulz           | Ernst Wirth                      | NLP                    |                        |
| 9                      | Balingen, Rottweil, Spaichingen, Tuttlingen   | Ludwig Schwarz                   | DFP                    |                        |
| 10                     | Gmünd, Göppingen, Welzheim, Schorndorf        | Julius Diefenbach                | DRP                    |                        |
| 11                     | Hall, Backnang, Öhringen, Weinsberg           | Gustav von Bühler                | DRP                    |                        |
| 12                     | Gerabronn, Crailsheim, Mergentheim, Künzelsau | Hermann zu Hohenlohe-Langenburg  | DRP                    |                        |
| 13                     | Aalen, Gaildorf, Neresheim, Ellwangen         | Franz Xaver Leonhard             | Zentrum                |                        |
| 14                     | Ulm, Heidenheim, Geislingen                   | Karl von Heim                    | DRP                    |                        |
| 15                     | Ehingen, Blaubeuren, Laupheim, Münsingen      | Karl von Schmid                  | DRP                    |                        |
| 16                     | Biberach, Leutkirch, Waldsee, Wangen          | Cajetan von Bissingen-Nippenburg | Zentrum                |                        |
| 17                     | Ravensburg, Tettnang, Saulgau, Riedlingen     | Constantin von Waldburg-Zeil     | Zentrum                |                        |

### Baden
| Großherzogtum Baden | Großherzogtum Baden                          | Großherzogtum Baden     | Großherzogtum Baden | Großherzogtum Baden |
| ------------------- | -------------------------------------------- | ----------------------- | ------------------- | ------------------- |
| 1                   | Konstanz, Überlingen, Stockach               | Franz Xaver Heilig      | NLP                 |                     |
| 2                   | Donaueschingen, Villingen                    | Robert Gerwig           | NLP                 |                     |
| 3                   | Waldshut, Säckingen, Neustadt im Schwarzwald | Joseph Hebting          | NLP                 |                     |
| 4                   | Lörrach, Müllheim                            | Markus Pflüger          | NLP                 |                     |
| 5                   | Freiburg, Emmendingen                        | Albert Bürklin          | NLP                 |                     |
| 6                   | Lahr, Wolfach                                | Wilhelm Morstadt        | NLP                 |                     |
| 7                   | Offenburg, Kehl                              | Carl Baer               | NLP                 |                     |
| 8                   | Rastatt, Bühl, Baden-Baden                   | Franz Xaver Lender      | Zentrum             |                     |
| 9                   | Pforzheim, Ettlingen                         | Casimir Rudolf Katz     | DKP                 |                     |
| 10                  | Karlsruhe, Bruchsal                          | August Eisenlohr        | NLP                 |                     |
| 11                  | Mannheim                                     | Ferdinand Scipio        | NLP                 |                     |
| 12                  | Heidelberg, Mosbach                          | Wilhelm Blum            | NLP                 |                     |
| 13                  | Bretten, Sinsheim                            | Friedrich Kiefer        | NLP                 |                     |
| 14                  | Tauberbischofsheim, Buchen                   | Franz von und zu Bodman | Zentrum             |                     |

### Hessen
| Großherzogtum Hessen | Großherzogtum Hessen                               | Großherzogtum Hessen             | Großherzogtum Hessen | Großherzogtum Hessen |
| -------------------- | -------------------------------------------------- | -------------------------------- | -------------------- | -------------------- |
| 1                    | Gießen, Grünberg, Nidda                            | Adalbert Nordeck zur Rabenau     | DRP                  |                      |
| 2                    | Friedberg, Büdingen, Vilbel                        | Bernhard Schroeder               | NLP                  |                      |
| 3                    | Lauterbach, Alsfeld, Schotten                      | Eduard Wadsack                   | NLP                  |                      |
| 4                    | Darmstadt, Groß-Gerau                              | Wilhelm Büchner                  | DFP                  |                      |
| 5                    | Offenbach, Dieburg                                 | Friedrich Dernburg               | NLP                  |                      |
| 6                    | Erbach, Bensheim, Lindenfels, Neustadt im Odenwald | Georg Martin                     | NLP                  |                      |
| 7                    | Worms, Heppenheim, Wimpfen                         | Cornelius von Heyl zu Herrnsheim | NLP                  |                      |
| 8                    | Bingen, Alzey                                      | Ludwig Bamberger                 | NLP                  |                      |
| 9                    | Mainz, Oppenheim                                   | Georg Oechsner                   | DtVP                 |                      |

### Kleinstaaten
| Großherzogtum Mecklenburg-Schwerin    | Großherzogtum Mecklenburg-Schwerin                                | Großherzogtum Mecklenburg-Schwerin | Großherzogtum Mecklenburg-Schwerin | Großherzogtum Mecklenburg-Schwerin |
| ------------------------------------- | ----------------------------------------------------------------- | ---------------------------------- | ---------------------------------- | ---------------------------------- |
| 1                                     | Hagenow, Grevesmühlen                                             | August Moeller                     | NLP                                |                                    |
| 2                                     | Schwerin, Wismar                                                  | Bernhard Heinrich Wehmeyer         | NLP                                |                                    |
| 3                                     | Parchim, Ludwigslust                                              | Moritz Wiggers                     | DFP                                |                                    |
| 4                                     | Waren, Malchin                                                    | Hermann Pogge                      | NLP                                |                                    |
| 5                                     | Rostock, Doberan                                                  | Michael Baumgarten                 | DFP                                |                                    |
| 6                                     | Güstrow, Ribnitz                                                  | Julius Wiggers                     | Unabh. Liberaler                   |                                    |
| Großherzogtum Sachsen-Weimar-Eisenach |                                                                   |                                    |                                    |                                    |
| 1                                     | Weimar, Apolda                                                    | Fritz Krieger                      | NLP                                |                                    |
| 2                                     | Eisenach, Dermbach                                                | Friedrich Sommer                   | NLP                                |                                    |
| 3                                     | Jena, Neustadt an der Orla                                        | Carl Slevogt                       | NLP                                |                                    |
| Großherzogtum Mecklenburg-Strelitz    |                                                                   |                                    |                                    |                                    |
| 1                                     | Neustrelitz, Neubrandenburg, Schönberg                            | Franz Pogge                        | NLP                                |                                    |
| Großherzogtum Oldenburg               |                                                                   |                                    |                                    |                                    |
| 1                                     | Oldenburg, Eutin, Birkenfeld                                      | Werner Lentz                       | NLP                                |                                    |
| 2                                     | Jever, Brake, Westerstede, Varel, Elsfleth, Landwürden            | Hermann Becker                     | NLP                                |                                    |
| 3                                     | Vechta, Delmenhorst, Cloppenburg, Wildeshausen, Berne, Friesoythe | Ferdinand Heribert von Galen       | Zentrum                            |                                    |
| Herzogtum Braunschweig                |                                                                   |                                    |                                    |                                    |
| 1                                     | Braunschweig, Blankenburg                                         | Wilhelm Bode                       | NLP                                |                                    |
| 2                                     | Helmstedt, Wolfenbüttel                                           | August Kuntzen                     | NLP                                |                                    |
| 3                                     | Holzminden, Gandersheim                                           | Ferdinand Koch                     | NLP                                |                                    |
| Herzogtum Sachsen-Meiningen           |                                                                   |                                    |                                    |                                    |
| 1                                     | Meiningen, Hildburghausen                                         | Eduard Rückert                     | NLP                                |                                    |
| 2                                     | Sonneberg, Saalfeld                                               | Eduard Lasker                      | NLP                                |                                    |
| Herzogtum Sachsen-Altenburg           |                                                                   |                                    |                                    |                                    |
| 1                                     | Altenburg, Roda                                                   | Gustav Richard Wagner              | NLP                                |                                    |
| Herzogtum Sachsen-Coburg-Gotha        |                                                                   |                                    |                                    |                                    |
| 1                                     | Coburg                                                            | Friedrich Forkel                   | NLP                                |                                    |
| 2                                     | Gotha                                                             | Julius Hopf                        | NLP                                |                                    |
| Herzogtum Anhalt                      |                                                                   |                                    |                                    |                                    |
| 1                                     | Dessau, Zerbst                                                    | Ludwig von Cuny                    | NLP                                |                                    |
| 2                                     | Bernburg, Köthen, Ballenstedt                                     | Julius Kraaz                       | NLP                                |                                    |
| Fürstentum Schwarzburg-Rudolstadt     |                                                                   |                                    |                                    |                                    |
| 1                                     | Königsee, Frankenhausen                                           | Adolph Hoffmann                    | DFP                                |                                    |
| Fürstentum Schwarzburg-Sondershausen  |                                                                   |                                    |                                    |                                    |
| 1                                     | Sondershausen, Arnstadt, Gehren, Ebeleben                         | Hermann Friedrich Valentin         | NLP                                |                                    |
| Fürstentum Waldeck-Pyrmont            |                                                                   |                                    |                                    |                                    |
| 1                                     | Waldeck, Pyrmont                                                  | Theodor von Bunsen                 | NLP                                |                                    |
| Fürstentum Reuß älterer Linie         |                                                                   |                                    |                                    |                                    |
| 1                                     | Greiz, Burgk                                                      | Wilhelm Blos                       | SAP                                |                                    |
| Fürstentum Reuß jüngerer Linie        |                                                                   |                                    |                                    |                                    |
| 1                                     | Gera, Schleiz                                                     | Albert Traeger                     | DFP                                |                                    |
| Fürstentum Schaumburg-Lippe           |                                                                   |                                    |                                    |                                    |
| 1                                     | Bückeburg, Stadthagen                                             | Franz Fritz von Dücker             | NLP                                |                                    |
| Fürstentum Lippe                      |                                                                   |                                    |                                    |                                    |
| 1                                     | Detmold, Lemgo                                                    | Franz Hausmann                     | DFP                                |                                    |
| Hansestadt Lübeck                     |                                                                   |                                    |                                    |                                    |
| 1                                     | Lübeck                                                            | Karl Peter Klügmann                | NLP                                |                                    |
| Freie Hansestadt Bremen               |                                                                   |                                    |                                    |                                    |
| 1                                     | Bremen, Bremerhaven                                               | Alexander Georg Mosle              | NLP                                |                                    |
| Freie und Hansestadt Hamburg          |                                                                   |                                    |                                    |                                    |
| 1                                     | Neustadt, St. Pauli                                               | Rudolf Heinrich Möring             | NLP                                |                                    |
| 2                                     | Altstadt, St. Georg, Hammerbrook                                  | Carl Bauer                         | NLP                                |                                    |
| 3                                     | Vororte und Landherrenschaften                                    | Isaac Wolffson                     | NLP                                |                                    |

### Elsaß-Lothringen
| Reichsland Elsaß-Lothringen | Reichsland Elsaß-Lothringen | Reichsland Elsaß-Lothringen | Reichsland Elsaß-Lothringen | Reichsland Elsaß-Lothringen |
| --------------------------- | --------------------------- | --------------------------- | --------------------------- | --------------------------- |
| 1                           | Altkirch, Thann             | Landolin Winterer           | Els.-Lothringer             |                             |
| 2                           | Mülhausen                   | Johann Dollfus              | Els.-Lothringer             |                             |
| 3                           | Kolmar                      | Charles Grad                | Els.-Lothringer             |                             |
| 4                           | Gebweiler                   | Joseph Guerber              | Els.-Lothringer             |                             |
| 5                           | Rappoltsweiler              | Jacob Ignatius Simonis      | Els.-Lothringer             |                             |
| 6                           | Schlettstadt                | Louis Heckmann-Stintzy      | Els.-Lothringer             |                             |
| 7                           | Molsheim, Erstein           | Achille Rack                | Els.-Lothringer             |                             |
| 8                           | Straßburg-Stadt             | Gustav Adolf Bergmann       | Els.-Lothringer             |                             |
| 9                           | Straßburg-Land              | Jean North                  | Els.-Lothringer             |                             |
| 10                          | Hagenau, Weißenburg         | Xaver Joseph Nessel         | Els.-Lothringer             |                             |
| 11                          | Zabern                      | Carl August Schneegans      | Els.-Lothringer             |                             |
| 12                          | Saargemünd, Forbach         | Eduard Jaunez               | Els.-Lothringer             |                             |
| 13                          | Bolchen, Diedenhofen        | Charles Abel                | Els.-Lothringer             |                             |
| 14                          | Metz                        | Paul Bezanson               | Els.-Lothringer             |                             |
| 15                          | Saarburg, Chateau-Salins    | Charles Germain             | Els.-Lothringer             |                             |